# مزندراني

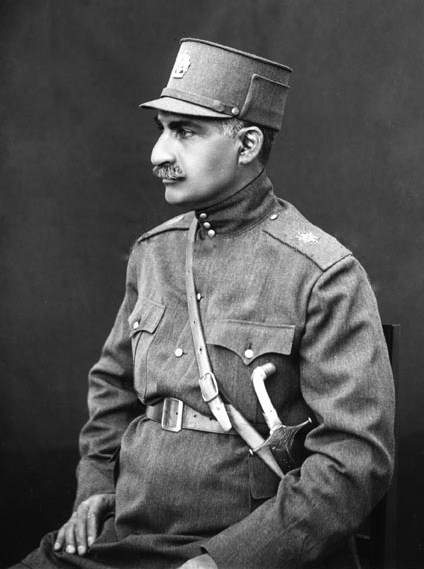

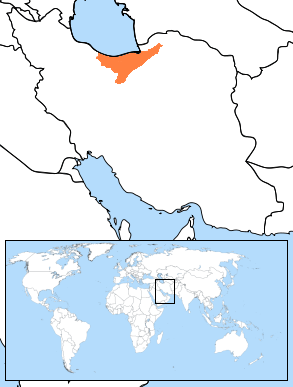
مكان تواجد الشعب المزندراني

المازندرانيون هم أحد الشعوب التي تشكل الشعب الإيراني مجتمعاً، يعيش المازندرانيون أساسا في جنوب شرق ساحل بحر قزوين، وتعتبر جبال إلبورز (Elburz) بمثابة الحد الجنوبي للمازندرانيين.

## الشعب

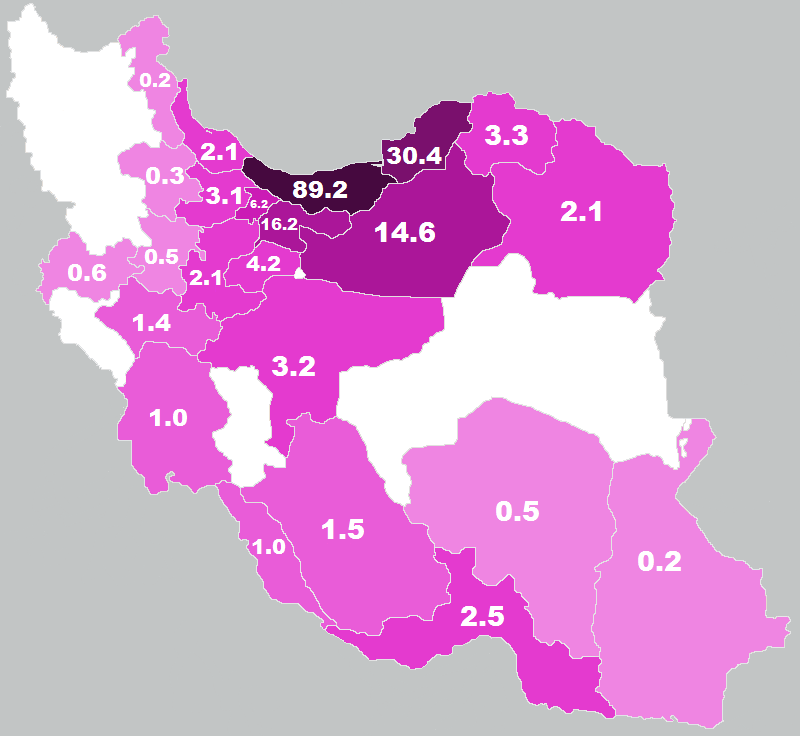
خريطة المحافظات التي يسكنها المازِنيين في إيران، وفقًا لاستطلاع عام 2010، فأغلبهم من محافظة مازندران وما جاورها، وقد انتشروا في أنحاء البلد.

ويبلغ عدد سكان الشعب المزندراني ما بين ثلاثة إلى أربعة ملايين نسمة (حسب تقديرات عام 2006)، ويعتبر الدين السائد بين الشعب المزندراني هو الإسلام وينتمي معظمهم إلى المذهب الشيعي.
يعيش الشعب المزنداراني بشكل رئيسي في جنوب شرق ساحل بحر قزوين شمال إيران، ويعتمد جل اقتصادهم وحياتهم على الزراعة وصيد الأسماك، ويرتبط المزندرانيين بدرجة شديدة بالشعب الإيراني في الهضبة الإيرانية.
مع ارتفاع موجة القومية الإيرانية في التاريخ الحديث لإيران كانت تربط هذه الموجه بسلالة بهلوي، وهي السلالة التي نشأ منها الشعب المزندراني، وخلال هذه الفترة جرى تعزيز هذا الفكر من قبل بهلوي وكذلك قام بإحياء التقاليد الإيرانية ما قبل الإسلام، وسعى حثيثا لإصلاح اللغة الفارسية.

## اللغة
يتحدث المازندرانيون باللغة المحلية الطبري والتي تنتمي إلى لغات شمال غرب إيران و  يسمون عموم الناس لغتهم الطبري ، في الواقع طوائف الجيل و الديلم و الطبري واحدا وعلى الرغم من تحدث الشعب المزنداني باللغة المحلية إلا أن معظم أفراد الشعب يجيد اللغة الفارسية مع إجادته للمزندرانية.
ومع ذلك ونتيجة لنمو التعليم والصحافة الذين يعتمدان اعتمادا أساسيا على اللغة الفارسية، والتفريق القائم بين اللغة المازندرانية واللغة الفارسية، فقد أدى هذا إلى تراجع اللغة المزندرانية وتقهقرها.